# Мельниченко Іван Олександрович (Герой)
Іван Олександрович Мельниченко (нар. 18 листопада 1918, Петропавлівська Борщагівка (нині — Києво-Святошинський район, Київська область) — пом. 4 липня 1944, Бошари Мстиславського району Могильовської області Білорусі) — радянський воїн, Герой Радянського Союзу, в роки радянсько-німецької війни командир стрілецького батальйону 292-го стрілецького полку 199-й стрілецької дивізії 2-го Білоруського фронту, капітан.

## Життєпис
Народився 18 листопада 1918 року в селі Петропавлівська Борщагівка (нині — Києво-Святошинський район, Київська область). Українець. Член ВКП(б)/КПРС з 1942 року.
Після закінчення початкової школи працював у місті Києві на канатній та тютюновій фабриці.
В 1939 році призвано до лав Червоної Армії. На фронті — з 1942 року. Воював на Західному и 2-му Білоруському фронтах.
В червні 1944 року під час боїв за визволення Білорусі, батальйон капітана І. О. Мельниченка успішно форсував річки Проня та Бася та вийшов до Дніпра. Передовий загін дивізії під командуванням І. О. Мельниченка оминув опорні пункти ворога та на саморобних плотах сходу форсував Дніпро неподалік села Мосток. Захопивши невеликий плацдарм, батальйон утримував його до підходу основних сил дивізії.
Ранком, 27 червня 1944 під час чергової контратаки І. О. Мельниченка було тяжко поранено осколком снаряду, але він не залишив полю бою.
4 липня 1944 року Іван Олександрович Мельниченко помер від отриманих ран. Поховано в селі Бошари Мстиславського району Могильовської області Білорусі.
Указом Президії Верховної Ради СРСР від 24 березня 1945 року за
мужність та героїзм, виявлені при форсуванні Дніпра та утриманні плацдарму, капітану Мельниченку Івану Олександровичу посмертно присвоєно звання Героя Радянського Союзу.

## Нагороди
Нагороджений орденом Леніна.

## Вшанування пам'яті
Іменем Героя названа вулиця у селі Петропавлівська Борщагівка.